# San Lorenzo de la Parrilla
San Lorenzo de la Parrilla é um município da Espanha na província de Cuenca, comunidade autónoma de Castilla-La Mancha, de área  km² com população de 1322 habitantes (2007) e densidade populacional de 22,43 hab/km².

## Demografia
| Variação demográfica do município entre 1991 e 2004 | Variação demográfica do município entre 1991 e 2004 | Variação demográfica do município entre 1991 e 2004 | Variação demográfica do município entre 1991 e 2004 |
| --------------------------------------------------- | --------------------------------------------------- | --------------------------------------------------- | --------------------------------------------------- |
| 1991                                                | 1996                                                | 2001                                                | 2004                                                |
| 1695                                                | 1536                                                | 1361                                                | 1339                                                |